# Urszula Łangowska-Szczęśniak
Urszula Łangowska-Szczęśniak (ur. 1947 r. we Sulechowie) – polska ekonomistka, specjalizująca się w badaniach rynku i ekonomice konsumpcji.

## Życiorys
Urodziła się w rodzinie działaczy Związku Polaków w Niemczech. Jej ojciec Jan był przed wojną redaktorem naczelnym opolskich Nowin Codziennych. Po wojnie jej rodzina na krótko zamieszkała w Sulechowie, gdzie się urodziła. W latach 50. przeniosła się wraz z owdowiała matką i trójką rodzeństwa do Opola, gdzie ukończyła III Liceum Ogólnokształcące im. Marii Curie-Skłodowskiej. Następnie podjęła studia na Wyższej Szkole Ekonomicznej we Wrocławiu, którą ukończyła w 1969 roku.
Po studiach podjęła pracę w opolskiej Wojewódzkiej Pracowni Planów Regionalnych. Kilka miesięcy później zaczęła pracować w Zakładzie Ekonomii Instytutu Nauk Społecznych Wyższej Szkoły Pedagogicznej. W latach 1971–1975 odbyła studia doktoranckie w Zakładzie Prakseologii Polskiej Akademii Nauk w Warszawie. Pracę doktorską poświęconą zarządzaniu i organizacji nauki w Polsce obroniła na Wydziale Zarządzania Uniwersytetu Warszawskiego. pracę habilitacyjną pt.: Społeczno-gospodarcze uwarunkowania konsumpcji w Polsce w latach 1970-1990 w układzie przestrzennym obroniła w 1994 roku na Akademii Ekonomicznej im. Oskara Langego we Wrocławiu. 
W latach 1984–1992 była zastępcą dyrektora instytutu Nauk Ekonomicznych WSP, następnie: w latach 1992-1999 prodziekanem Wydziału Ekonomicznego UO, a w latach 1999–2005 dziekanem tego wydziału. Jest ponadto kierownikiem Zakładu Teorii Ekonomii WE UO i kierownikiem Zakładu Ekonometrii Wydziału Ekonomicznego WSZiA w Opolu.
Wraz z mężem mieszka w Kotorzu Małym.

## Wybrane publikacje
- Modelowanie ekonometryczne procesów społeczno-ekonomicznych : procedury obliczeniowe wraz z oprogramowaniem współautor: Krystyna Hanusik, wyd. UO, Opole 2004.
- Demograficzne i ekonomiczne skutki transformacji w Polsce - aspekt regionalny, wyd. UO, Opole 2002.
- Społeczno-gospodarcze uwarunkowania konsumpcji w Polsce w latach 1970-1990 w układzie przestrzennym, wyd. WSP, Opole 1993.
- Przemiany społeczne, ekonomiczne i organizacyjne we współczesnej gospodarce polskiej, pod red. Krystyny Hanusik, Urszuli Łangowskiej-Szczęśniak, Stanisławy Sokołowskiej, wyd. UO, Opole 2005.